# Сан Кјерико (Болоња)
Сан Кјерико (итал. San Chierico) је насеље у Италији у округу Болоња, региону Емилија-Ромања.
Према процени из 2011. у насељу је живело 23 становника. Насеље се налази на надморској висини од 153 м.